# Vicious (série de televisão)
Vicious é uma sitcom britânica exibida pela ITV desde 29 de abril de 2013.

## Enredo
Vicious conta a história de envelhecimento parceiros Freddie e Stuart, dois homens que viveram juntos em sua Covent Garden apartamento por 48 anos. Freddie era um ator de brotamento e Stuart trabalhou em um bar quando se conheceram, mas suas carreiras são muito longo e as suas vidas agora consistem de entreter seus hóspedes frequentes, certificando-se de que seu cão envelhecido Balthazar ainda está respirando, e insultando cáusticos em entre si.

## Elenco
- Ian McKellen como Freddie Thornhill
- Derek Jacobi como Stuart Bixby
- Frances de la Tour como Violet Crosb
- Iwan Rheon como Ash Weston
- Marcia Warren como Penelope
- Philip Voss como Mason Thornhill

## Episódios

### Primeira temporada
1. Episode 1
2. Episode 2
3. Episode 3
4. Episode 4
5. Episode 5
6. Episode 6
7. "Episode 7"

### Especial de natal
1. Christmas Special 2013

### Segunda temporada
1. Sister
2. Gym
3. Ballroom
4. Stag Do
5. Flatmates
6. Wedding